# Zakkar
Zakkar són dues muntanyes d'Algèria a menys de 100 km d'Alger. Una és anomenada Zakkar Gharbi (Occidental) i l'altra Zakkar Chergui (Oriental). La primera, de 1.579 metres, domina la ciutat de Miliana (Mliana). la segona mesura 1.535 metres. Una població propera a Mliana, a 90 km al sud-oest d'Alger, porta el nom de Zakkar; s'hi van establir els Beni Menasser el 1869.